# Centralwings
Centralwings fue una aerolínea chárter de bajo costo polaco con base en Varsovia.

## Flota
- Boeing 737-300/400: 10